# جوهي بارمار
جوهي بارمار (من مواليد 14 ديسمبر 1980) شخصية تلفزيونية هندية ومذيعة وممثلة ومقدمة برامج تلفزيونية ومغنية وراقصة. اشتهرت بدورها كمكوم في المسلسل التلفزيوني كومكوم - إيك بيارا سا باندهان. شاركت وتوجت في برنامج الواقع بيغ بوس الذي بث على كالور تي في عام 2011.

## حياتها الشخصية
جوهي بارمار، الأصل من خلفية راجستان، تزوج من رجل أعمال والممثل غوجاراتي ساشين شروف في 15 فبراير 2009 في قصر في جايبور. للزوجين ابنة، ساميرا شروف، ولدت في 27 يناير 2013. في أوائل يناير 2018 ، أكدت بارمار أنهم تقدموا مؤخرًا بطلب الطلاق. بعد عدة أشهر من الجدل، مُنح الزوجان طلاقًا في يوليو 2018 حصل بارمار على حضانة ابنتهما.

## وصلات خارجية
- جوهي بارمار على موقع IMDb (الإنجليزية)
- جوهي بارمار على موقع قاعدة بيانات الفيلم (الإنجليزية)